# Hanne Kjærholm
Hanne Kjærholm (* 24. Mai 1930 in Hjørring als Hanne Dam; † 22. Juni 2009) war eine dänische Architektin. Sie wurde als erste Frau zur Professorin an der Königlich Dänischen Kunstakademie ernannt.

## Leben und Werk
Hanne Kjærholm wuchs in Hjørring in einem liberalen Haushalt mit drei Geschwistern auf und schloss dort am  Hjørring Gymnasium 1949 ihr Abitur ab.
Hanne Kjærholm besuchte 1949 ein Jahr lang die Designschule für Frauen (Tegne- og Kunstindustriskolen for Kvinder) in der Hoffnung, in Paris Modedesignerin zu werden. Im folgenden Jahr wandte sie sich der Architektur zu und trat in die Dänische Kunstakademie ein, die sie 1956 abschloss. Während ihres Studiums heiratete sie 1953 Poul Kjærholm, der ein erfolgreicher Möbeldesigner wurde.
Abgesehen von einem Projekt in den Jahren 1957 bis 1959, bei dem sie gemeinsam mit ihrem Mann Picknickplätze mit Betontischen und Toiletten für die Landstraßen um Hjørring entwarf, arbeitete Hanne im Wesentlichen allein. Manchmal arbeitete das Paar jedoch zusammen, wie beim Bau ihres eigenen Hauses in Rungsted im Jahr 1962. Hanne entwarf das Gebäude, während Poul sich um die Inneneinrichtung kümmerte. Das schlichte, ruhige Haus ist inzwischen als Klassiker anerkannt.
Ihr Entwurf für eine Marina in Nivå in 1968 brachte ihr die kleine Goldmedaille der Dänischen Kunstakademie ein.
In Nerja in Südspanien baute sie 1970 ihr eigenes Haus unter Berücksichtigung der örtlichen Bautraditionen um und restaurierte es. 1976 führte sie ähnliche Arbeiten an einem Haus von Knud W. Jensen, dem Direktor des Louisiana Museum of Modern Art, durch.
Ihr Interesse an japanischer Architektur spiegelte sich 1974 in einem Anbau an ein Haus in Birkerød wider, der mit Schiebetüren und einem großen roten Schiebetor ausgestattet wurde.
1976 erhielt sie den Auftrag, einen Erweiterungsbau für das Holstebro-Kunstmuseum zu entwerfen, der eine quadratische, in alle Richtungen weisende Struktur aufweisen sollte. Sie wollte zeigen, dass ein Betongebäude genauso attraktiv sein kann wie ein Gebäude aus Backstein oder Holz. Die funktionalen Anforderungen des Museums wurden in einem schlichten Stil umgesetzt, wobei die Ausstellungsräume mit viel Tageslicht erhellt werden.
Die Einfachheit spiegelt sich auch in einem Sommerhaus auf Læsø (1987) und in jüngeren Projekten wider, darunter eine zweite Erweiterung des Holstebro-Museums und der Umbau des Designmuseums Danmark von 1992 bis 1995.

## Akademische Laufbahn
Neben ihrem Architekturbüro war Hanne Kjærholm ab 1958 auch als wissenschaftliche Mitarbeiterin an der Architekturschule der Dänischen Kunstakademie tätig, bis sie 1989 zur Professorin ernannt wurde. Sie setzte sich für die Rolle der Frau in der Architektur ein, sowohl an der Akademie als auch auf internationalen Konferenzen.
Außerdem war sie Mitglied mehrerer Ausschüsse, u. a. als stellvertretende Vorsitzende der Charlottenburger Preisverleihungsgremien. An der Kunstakademie führte sie ab 1991 den Vorsitz des Architekturausschusses und war Mitglied des Dekorationsausschusses der Kunststiftung. Sie organisierte eine Reihe von Ausstellungen, darunter eine Retrospektive des Werks ihres Mannes im Louisiana Museum of Modern Art nach dessen Tod im Jahr 1980.

## Preise und Auszeichnungen
- 1985: Eckersberg Medaille[5]
- 1988: Architekturpreis der Margot und Thorvald Dreyer Stiftung
- 1998: lebenslanges Stipendium der Nationalen Kunststiftung[2]
- 2002: C. F. Hansen Medal[5]